# Надпревара във въоръжаването
Надпревара във въоръжаването е ситуация в международните отношения, при която две или повече страни се стремят да установят военно превъзходство спрямо останалите.
Превъзходството може да се изразява в численост на въоръжените сили, количествено предимство в определен тип въоръжение или качествено предимство в областта на военната техника. Известни примери са съперничеството между Великобритания и Германия в строителството на дреднаути в началото на XX век и надпреварата в ядреното въоръжаване между Съединените щати и Съветския съюз през Студената война.